# ルナー・ソサエティ

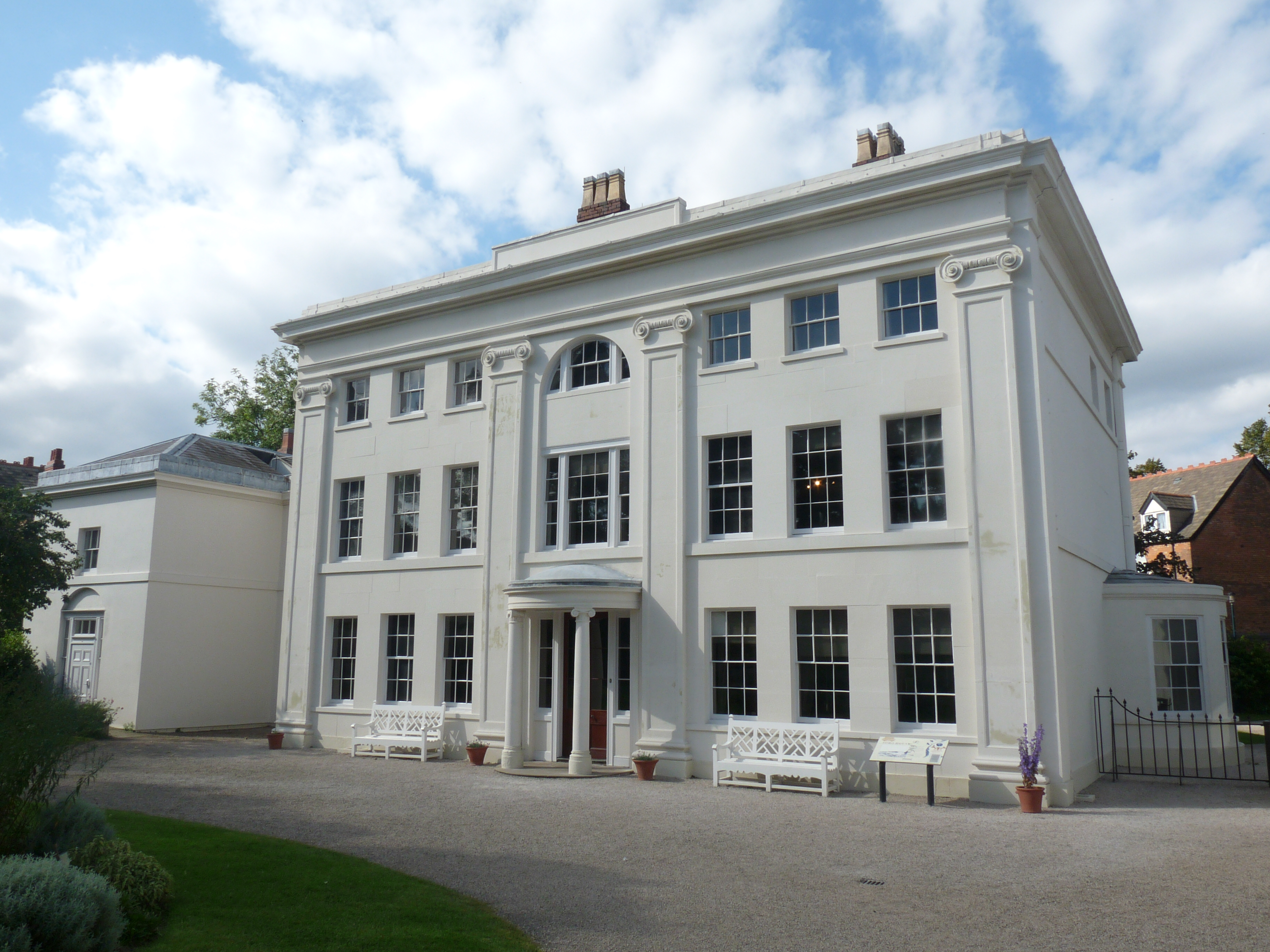
バーミンガムのハンズワース（Handsworth） にあるソーホー・ハウス。ルナー・ソサエティの会合が定期的に開催されていた。

ルナー・ソサエティ（ルーナー・ソサエティ、The Lunar Society of Birmingham）はバーミンガムを中心としたミッドランド地方において有力な学識者、自然哲学者、事業経営者、発明家、化学者、作家らが組織した非公式の交流団体であり、会合が1765年から1813年までの間に定期的にバーミンガムのソーホー・ハウスで開かれていた。当初ルナー・サークルと呼ばれていたが、1775年に正式にルナー・ソサエティとなった。
ルナー・ソサエティという名称は、その会員たちが月に一回満月の夜に集会を開いていたことから由来している。というのも、それは当時はまだ街灯が整備されていなかったため、自然の月明かりで家まで帰れるようにという理由によるものであった。
メンバーは自らのことをlunatics（変人） をもじってlunarticks（どちらも語源は「月の」という形容詞） と呼ぶこともあった。拠点としてはエラズマス・ダーウィンのリッチフィールド（Lichfield） の自宅、マシュー・ボールトンのソーホー・ハウス、ダービシャーにあるBowbridge House、バーミンガム北西部のGreat Barr Hallなどがある。
この団体は日本語で月光協会と訳されることもある。

## メンバー・概要

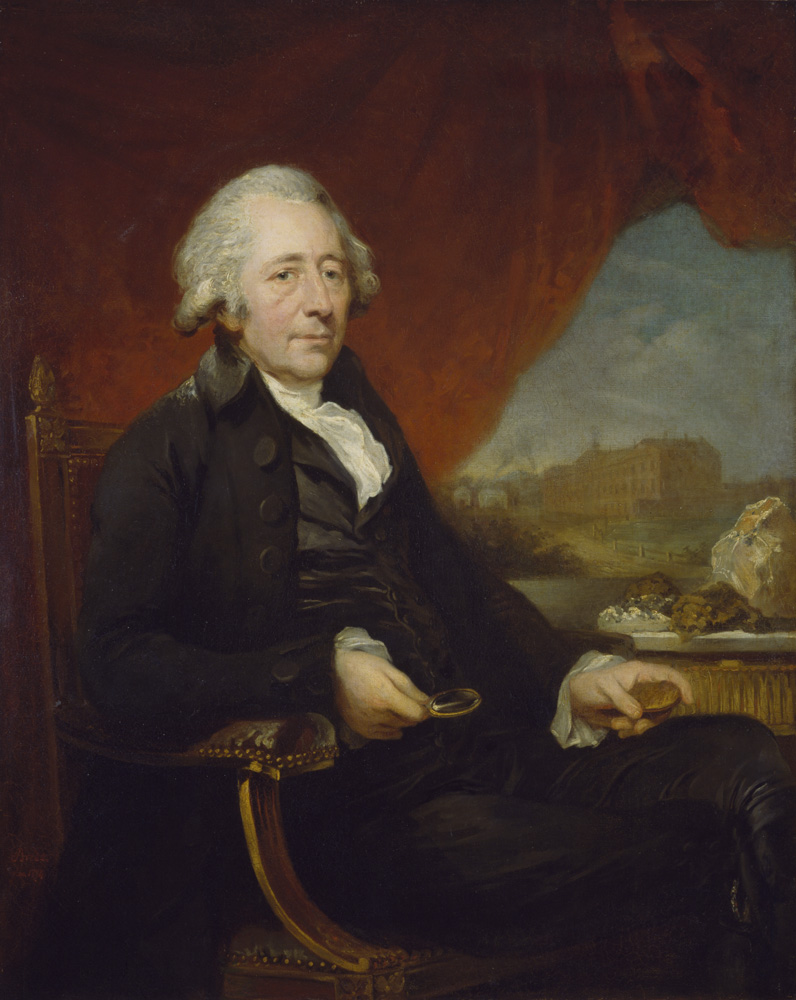
マシュー・ボールトン

ルナー・ソサエティは50年の間に様々な組織形態をとりながら発展していったが、非公式という性格はずっと変わらなかった。会則、議事録、出版物、会員リスト等はどの時期のものも残っておらず、その存在や活動は関係者らの手紙や手記からのみ裏付けられている。
研究者の間でも会員の条件、そもそも誰が会員か、組織自体がいつ存在したと言えるのか、等については意見が一致していない。例えばジョサイア・ウェッジウッドは組織の「主要メンバー」5人のうちの一人と言われる 一方、「確かな会員だったとは認められない」とする見解もある。組織設立の日付も「1760年以前のいつか」とする場合 から1775年とする場合 まである。活動停止時期についても1791年以前とすること も、1813年頃とすること もある。
このように活動実態には不確かさはあるものの、以下の人々が確実にこの組織の最も活発な活動時期に会合に参加していたとされる。最初の5人は主要メンバーと考えられている。
- エラズマス・ダーウィン - 医師、詩人、チャールズ・ダーウィンの祖父
- マシュー・ボールトン - 金属製品業者、ワットとの共同経営者
- ジェームス・ワット - 蒸気機関の発明家、企業経営者
- ジョサイア・ウェッジウッド - 陶芸デザイナー、食器製品実業家、パイロメーターの発明家
- ジョセフ・プリーストリー - 神学、化学、酸素の発見
- ウィリアム・スモール（William Smalll） - 自然哲学者
- ジョン・ホワイトハースト - 時計職人、地質学研究者
- ウィリアム・ウィザリング - 実験薬理学の祖。ジギタリスの薬効効果の発見者
- リチャード・ラヴェル・エッジワース（Richard Lovell Edgeworth） - 馬車の緩衝装置の考案者、政治家
- ジェイムズ・キア - 化学工業の創業者
- サミュエル・ガルトン Jr.（Samuel Galton Jr.） - クエーカー教徒、銃製造業者
- トマス・デイ（Thoams Day） - ルソー教育論の崇拝者、奴隷廃止論者、作家
- ジョナサン・ストークス - 医師、博物学者。ウィザリングの共同研究者

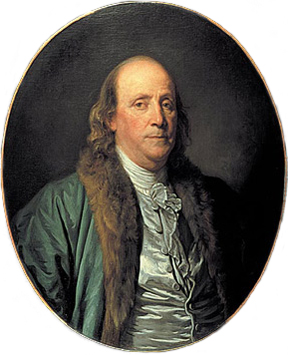
ベンジャミン・フランクリン

ただし、この組織において会合の開催以上に、それ以外での活動や情報交換が活発に行われていたことが重要である。バーミンガム在住のメンバーは日常的に連絡を取り合っており、遠方の人間同士でも毎週手紙のやり取りをしていた。この組織の実態をより緩やかに捉えるなら、バーミンガム以外の広範な地域とより長期的なスパンで、上記メンバー以外の様々な人間がそこに関わっていたことになる。研究文献では以下の人物が関係者として挙げられている。
リチャード・カーワン、ジョン・スミートン（John Smeaton）、Henry Moyes、ペトルス・カンパー（Pieter Camper）、R.E.ラスペ、ジョン・ミッチェル、John Baskervilleジョン・バスカヴィル、トーマス・ベドーズ、ウィリアム・トムソン、シリル・ジャクソン、John Wyatt、ジョン・ウィルキンソン、Jean-André Deluc、John Ash 、Samuel More、James Brindley、Ralph Griffiths、John Roebuck、Thomas Percival、ジョセフ・ブラック、ジェームズ・ハットン 、ベンジャミン・フランクリン、ジョセフ・バンクス、ウィリアム・ハーシェル、ダニエル・ソランダー、John Warltire、George Fordyce、Alexander Blair、Samuel Parr、Johann Gottling、Louis Joseph d'Albert d'Ailly、William Emes、バルテルミー・フォジャ・ド・サン＝フォン、Grossart de Virly、Robert Bage、ジョセフ・ライト。
産業革命期にその中心地の一つであったバーミンガムにおいて、こうした人々がお互いの研究・実験・調査結果や知識、見聞を活発に交換しながら、科学技術、製造、企業経営、公共事業、教育等様々な領域で大きな成果を生み出してきた。ただし、明確な会員規則がないために、その組織の活動を、18世紀のミッドランド地域での知的・経済的活動の成長そのものと同一視してしまう「ルナー・ソサエティ神話」を批判する学者もいる。逆に、この団体が地域の発展に貢献したことを事実と認め、そこに組織としての意義を見出す見解もある。Robinson（1962-3） では「あらゆる地方の哲学的組織のうちでこれ（ルナー・ソサエティ） が最も重要なのは、おそらくその組織が単なる地方に留まるものではなかったからである。ヨーロッパやアメリカ中の科学の中心人物達とつながりのあったボールトン、ワット、スモールのいたソーホーに、あらゆるものがやってきたのである。この組織が本質的に社交的であると言えるのは、いかなる人間でもその会合に招かれうるという点にあった。」と論じられている。

## 発展

### 初期 1755年-1765年

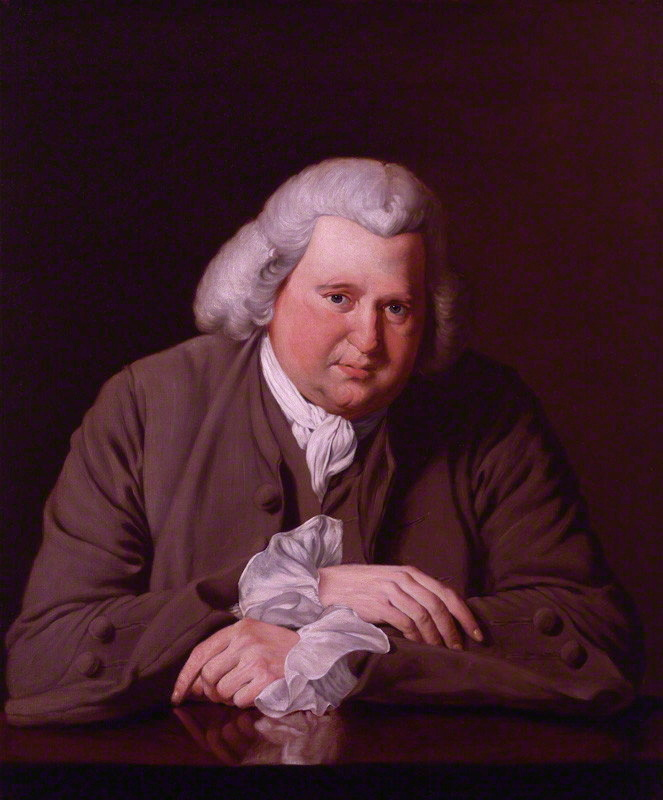
エラズマス・ダーウィン (ジョゼフ・ライト作、1770年)

ルナー・ソサエティの起源は、1750年代後半に様々な形で現れた友人関係の中にある。マシュー・ボールトンとエラズマス・ダーウィンは1757年から1758年の間に出会った。二人の出会いは、おそらく家族のつながりを通して（ボールトンの母はダーウィンの患者であった）、あるいは共通の交友関係（ともに印刷業者John Baskervilleを慕い、またリッチフィールド (Lichfield） のダーウィン宅を定期的に訪れていた天文学者・地質学者のジョン・ミッチェルの友人であった)を通して、生まれたものであった。ダーウィンはケンブリッジ大学とエジンバラ大学で学び、内科医を営みながら詩作も行っていた。ボールトンは14歳で学校を出た後21歳で金属製品の事業を営む父の下で働き始めた。経歴は異なるものの、二人には実験や発明に対する共通の関心があり、二人の活動においてダーウィンの理論肌とボールトンの実務経験が相互補完的な関係にあった。二人は定期的に交流をするようになり、電気、鉱物学、地質学といった学問において共同研究をするようになった。
その頃、ダービーを拠点にしていたジョン・ホワイトハーストがボールトンの製造する合金製品（ormolu） に時計仕掛けの技術を提供したことがきっかけで、ボールトンとダーウィンの友人になった。ホワイトハーストは1758年にはボールトンに対して手紙で、自分で制作したパイロメーターをボールトンに手紙で紹介し、バーミンガムで「必要な実験は全て試すためにあなたと一日過ごす」ことを楽しみにしていると興奮気味に伝えた。
1758年7月、ボールトン、ダーウィン、ホワイトハーストはミッチェルから、「影響力のある人々との知己を広げ、高めるために」バーミンガムに来ていたベンジャミン・フランクリンを紹介される。フランクリンは1760年にボールトンとともに電気と音の実験を行っている。ミッチェルは1767年にデューズベリー（Dewsbury） 近くのソーンヒル（Thornhill） に移住してからは組織から若干疎遠になる が、フランクリンは初期メンバーの多くと共通のつながりを持ち続けることになる。

### ルナー・サークル 1765年-1775年

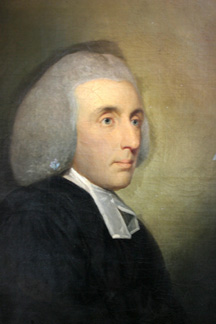
ウィリアム・スモール

組織の性格が大きく変わったのは、バージニア州ウィリアムズバーグ（Williamsburg, Virginia） のウィリアム・アンド・メアリー大学（The College of William & Mary） で自然哲学の教授をしていたスコットランド人内科医ウィリアム・スモールが1765年にバーミンガムに移住してきたときであった。その大学ではスモールはトマス・ジェファソンを指導して大きな影響を与えるなど、地元の知識人たちの注目を集める存在であった。彼がベンジャミン・フランクリンからボールトンに充てた紹介状をもってバーミンガムを訪れたのを契機に、元々の組織が協会として明確な形をとるようになり、さらに新しいメンバーを積極的に集めるようになった。
最初に声がかかったのがジョサイア・ウェッジウッドであった。彼は1765年、トレント・マーシー運河（Trent and Mersey Canal） の建築事業に着手している間にダーウィンと親しくなり、それからボールトンのソーホー工場（Soho Manufactory） をモデルにしてスタフォードシャーのEtruriaで自身の巨大な陶器工場を新設した。他にリチャード・ラヴェル・エッジワースがダーウィン、スモール、ボールトンらと荷馬車のデザイン製作に共通して関心をもっていたことから1766年に出会い、彼らにオックスフォードのコーパス・クリスティ・カレッジ（Corpus Christi College, Oxford） 時代の学友でルソー崇拝者であったトマス・デイを紹介した。1767年にジェイムズ・キアがリッチフィールドのダーウィンを訪ね、ボールトン、スモール、ウェッジウッド、ホワイトハーストを紹介された後、バーミンガムに移住することを決めた。
ルナー・サークルは遠方のつながりももっていた。ジョゼフ・プリーストリーは当時リーズに住んでいたが、1767年にダーウィンとウェッジウッドが彼の電気研究に関与するようになったことから他のメンバーともつながるようになった。同年、ワットが事業のパトロンであったジョン・ルーバック（John Roebuck） の勧めでバーミンガムを訪れ、ボールトンが不在のときにスモールとダーウィンにソーホー工場を案内してもらった。プリーストリーもワットも数年間はバーミンガムに住んではいなかったが、1767年以降、バーミンガムのメンバーと定期的に手紙のやりとりをし、組織の発展に重要な役割を担った。
このようにして、1768年にはルナー・ソサエティの核となる9人の中心メンバーがスモールの元に集まった。この時点での彼らの会合は歴史研究者の間ではルナー・サークルと呼ばれているが、彼ら自身は自らを"Birmingham Philosophers"や単なる"fellow-schemers"といった、様々な言い方で表現しているにすぎなかった。

### ルナー・ソサエティ 1775年-1780年

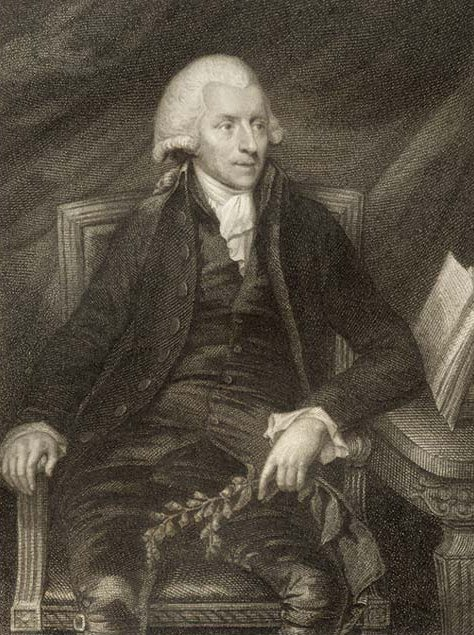
ウィリアム・ウィザリング

1765年のスモールの合流が契機となり、ルナー・サークルが一つの固まった組織として発展していったとすれば、1775年の彼の死（おそらくマラリアによる） は組織の形を大きく変えるきっかけになった。スモールはメンバー間を結ぶ役割を果たしており、彼の不在によって残された者たちは自分たちをよりまとまった拠点において組織化する方向に動いた。会合は満月に近い日曜日に開催され、午後の2時から夜の8時まで続いた。最初の会合は1775年の大晦日に行われたものであり、「ルナー」という名称は1776年に初めて記録されている。
この時期はメンバーにも大きな変化があった。スモールと同じく内科医のウィザリングはスタフォードからバーミンガムに移住した際にはすでにダーウィン、ボールトン、ウェッジウッドと知己を得ており、1776年に組織に加わった。1775年にホワイトハーストがロンドンに移住したときには組織にそれほど劇的な変化は見られず、彼は他のメンバーと常に連絡を取り合い、会合にも時折顔を出していた。
こうした前半のルナー・ソサエティ形成期にあたって中心的役割を担っていたのはボールトンであった。会合は主に彼のハンズワース（Handsworth） のソーホー・ハウスにある自宅で行われており、1776年には彼は存続を望んでいた当協会の衰退を阻止するために新法や規制に関する多くの動議を議会に提出した記録がある。しかし、このようにボールトンに信用が置かれていたことは、組織としての脆弱さの証拠でもあった。その時期は彼が蒸気エンジン事業に最も力を入れていた時期と重なっており、しばしば会合に欠席していたからである。1770年代はルナー・ソサエティにとって連帯活動という点ではもっとも実りのある時期だったが、会合について言えば、1775年には定期開催だったものが1770年代末にはその頻度が減っていった。

### 最盛期 1780年-1789年

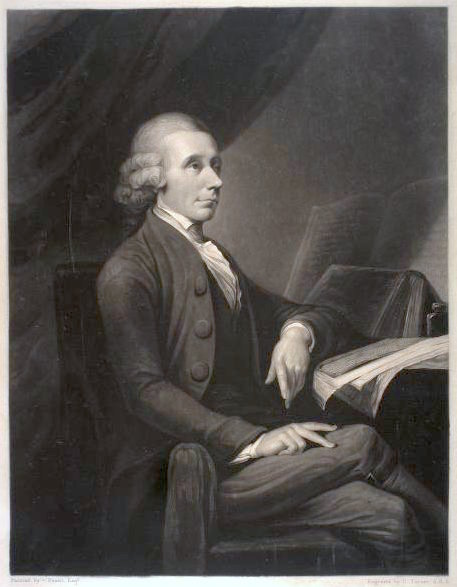
ジョゼフ・プリーストリー (1783年頃)

1780年末、プリーストリーのバーミンガム移住によって組織の性格は再び変化した。プリーストリーは10年以上ルナー・ソサエティの活動に深く関与していたが、彼の移住後すぐ、彼の牧師職の務めに対応できるよう会合は日曜日の午後から月曜日に移された。またソーホー・ハウス以外にも他のメンバーの自宅でも会合が開かれるようになり、ボールトンへの依存も少なくなった。その結果、この時期は協会にとって最も活発で生産的なものとなった。
この時期に協会とつながりをもった新しい人物として、クエーカー教徒としては異例の銃製造業者であったサミュエル・ガルトン・Jr.がいる。彼は1781年7月以降の会合に出席していたことが他のメンバーの手紙の中で触れられており、また彼の娘Mary Anne Schmmelpenninckは協会の活動の実態を直接証言する数少ない記録を残すことになる。子供のころからウィザリングを知っていた植物学者で内科医のジョナサン・ストークス（Jonathan Stokes） はダドリーのスタウアブリッジ（Stourbridge, Dudley） に移住し、1783年以降会合に参加するようになった。ただし、彼がウィザリングとともにBotanical Arrangement of British Plants（1787） を著した後、二人は仲違いし、ストークスの方は1788年頃には協会の主要メンバーとの関係を絶ってしまった。
また、この時期に主要メンバーが相次いで離れていった。エッジワースは1782年にアイルランドに帰郷してからは協会への活動に定期的には参加しなくなり、ホワイトハーストは1788年に、デイは翌年に他界した。さらに、ダーウィンが1781年にダービーに移住した。ただし、ダーウィンは、「科学の滋養のもと（milk） から切り離された」ことを嘆いていたが、少なくとも1788年までは会合に参加し続けた。

### 晩期 1789年-1813年

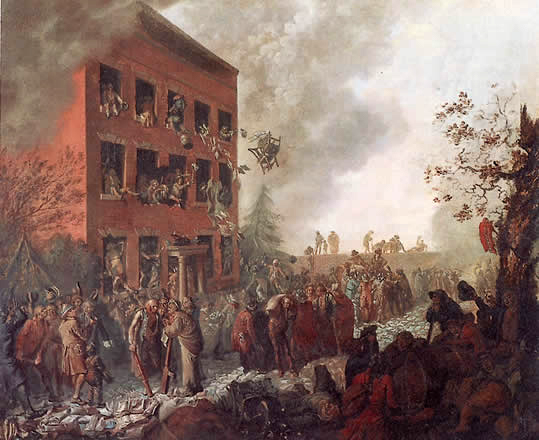
1791年のバーミンガム暴動

1789年のフランス革命の勃発でメンバー間の政治的緊張が生まれたが、組織の決定的な崩壊は1791年にフランス革命への共鳴を公言していたプリーストリーのバーミンガムの邸宅が暴動によって破壊される事件 (バーミンガム暴動) がきっかけだった。プリーストリー自身はバーミンガムを離れざるを得なくなり、1794年にはアメリカに移住した。ウィザリングの邸宅も暴動に襲撃され、ボールトンとワットはソーホー工場を守るため従業員に武装させなければならなかった。ルナー・ソサエティの会合は初期メンバーの息子たちによって引き継がれることになった。その中にはグレゴリー・ワット（Gregory Watt）、マシュー・ロビンソン・ボールトン（Matthew Robinson Boulton）、トマス・ウェッジウッド（Thomas Wedgwood）、ジェームズ・ワット・ジュニア（James Watt Jr.）、そしてサミュエル・ターシアス・ガルトン（Samuel Tertius Galton）がいた。19世紀に入ってからも会合の定期開催の記録は残っており、1800年に8回、1801年には8月までに5回か6回、1802年には少なくとも1回は開かれている。また1809年においてもLeonard Hornerは「ルナー・ソサエティの残った人々」について言及している。この時期になると個々人はそれぞれ重要な業績を残しているものの、協会の盛期に見られた連帯活動はもはや見られなかった。
ルナー・ソサエティが決定的に解体されたのは1813年である。その年の8月、サミュエル・ガルトン Jr.は協会の図書館から科学系の書籍を所有する権利を投票で勝ち得たという記録が残っている。

## 活動年表
- 1757年-58年

　ボールトンとダーウィンが出会う
- 1758年

　ボールトン、ダーウィン、ホワイトハーストがフランクリンと出会う
- 1763年

　ウェッジウッドが硬質陶器クリームウェアを製造
- 1765年

　スモールがバーミンガム移住（組織としてまとまった形が現れる）
　ウェッジウッドが参加（スタフォードシャーで工場経営をしながらボールトンと連携）
　ボールトンのソーホー工場が完成する
- 1766年

　エッジワース、デイが参加
- 1767年

　キアがダーウィンのつてで参加、バーミンガムに移住
　プリーストリーの電気研究にダーウィンらが関わる
- 1772年

　バーミンガム運河が開通
- 1775年

　スモールの死、ホワイトハーストがロンドンに移住
- 1775年末

　初会合（ボールトンのソーホー・ハウスが拠点）
- 1776年

　ルナー・ソサエティという呼称ができる
　ウィザリングが加入
- 1779年

　バーミンガム図書館が完成
- 1780年末

　プリーストリーがバーミンガムに移住（会合が日曜日から月曜日に変更される）
- 1781年

　サミュエル・ガルトン Jr. が参加
　ダーウィンがダービーに移住
- 1782年

　エッジワースがアイルランドに帰郷
- 1788-89年

　ホワイトハースト、デイが他界
- 1783年

　ジョナサン・ストークスが参加
- 1791年

　プリーストリーの自宅が保守派の暴徒に襲撃される
- 1794年

　プリーストリーがアメリカに移住
- 1802年

　ソーホー工場にガス灯が設置される
- 1800年代

　組織の衰退（-1813年）

## ルナー・ソサエティの記念碑

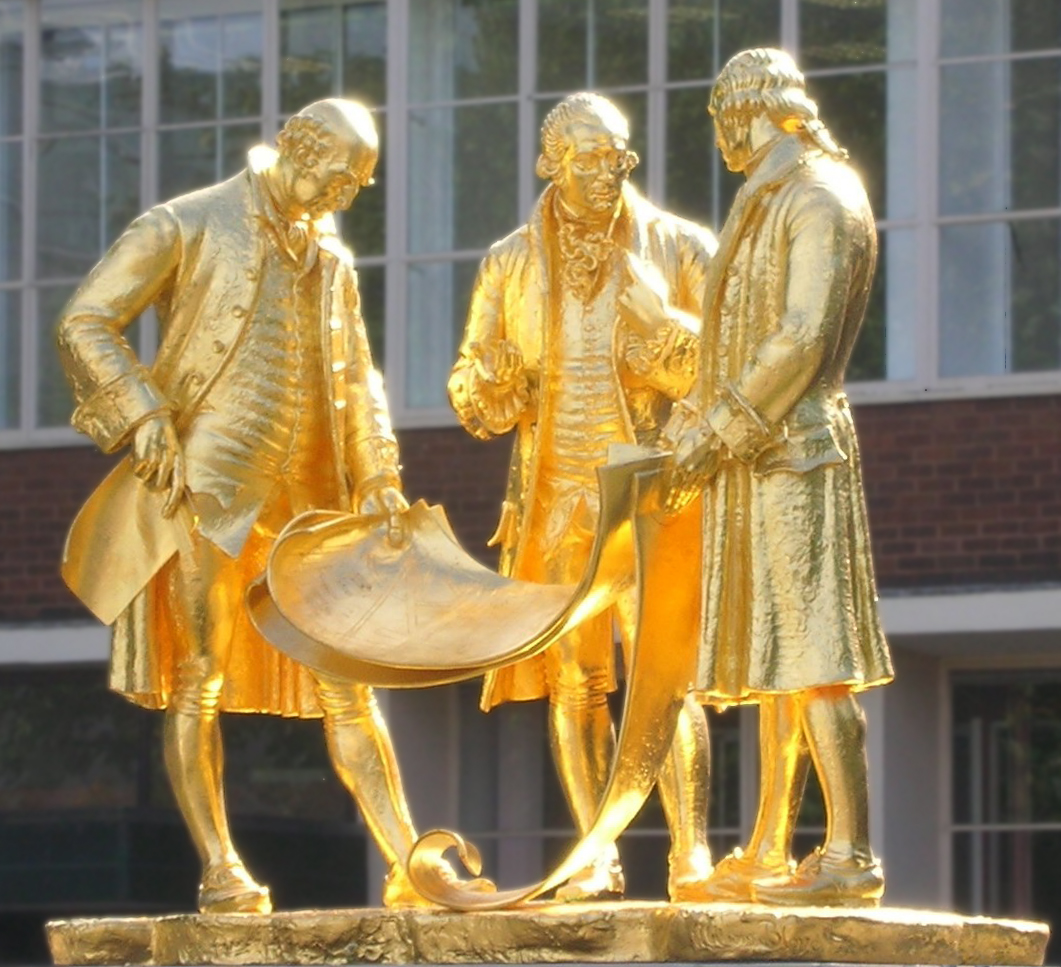
William Bloye製作のBoulton, Watt and Murdoch

ルナー・ソサエティ及びそのメンバーへの記念碑として、Steve Fieldによってデザインされ、1999年に公開された9人のムーンストーン（Moonstones）、二つのワット像、William Bloyeによる金箔像（Boulton, Watt, and Murdock）、そしてソーホー・ハウスの美術館があり、いずれもバーミンガムにある。

### ムーンストーン

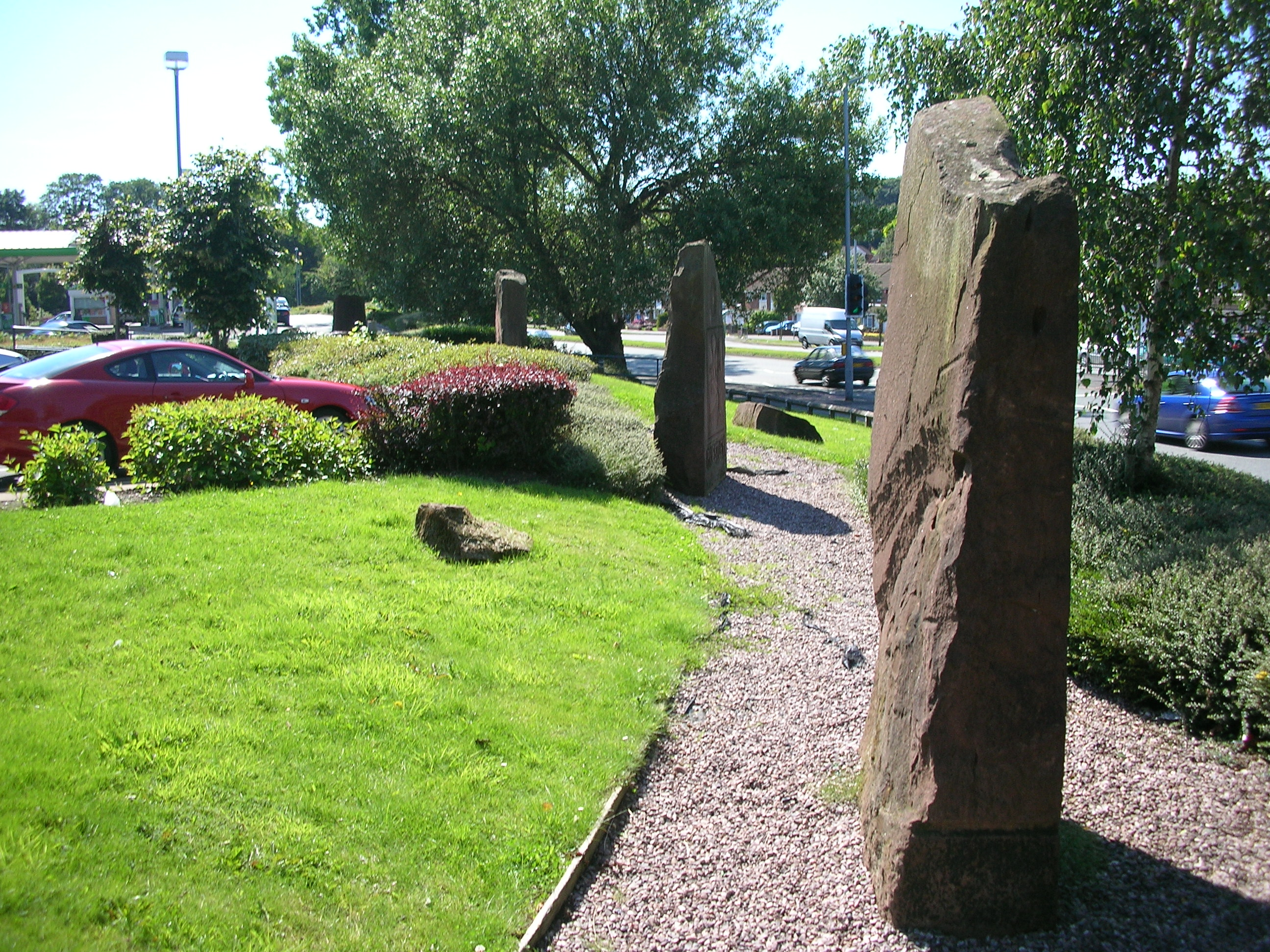
駐車場周縁のムーンストーン
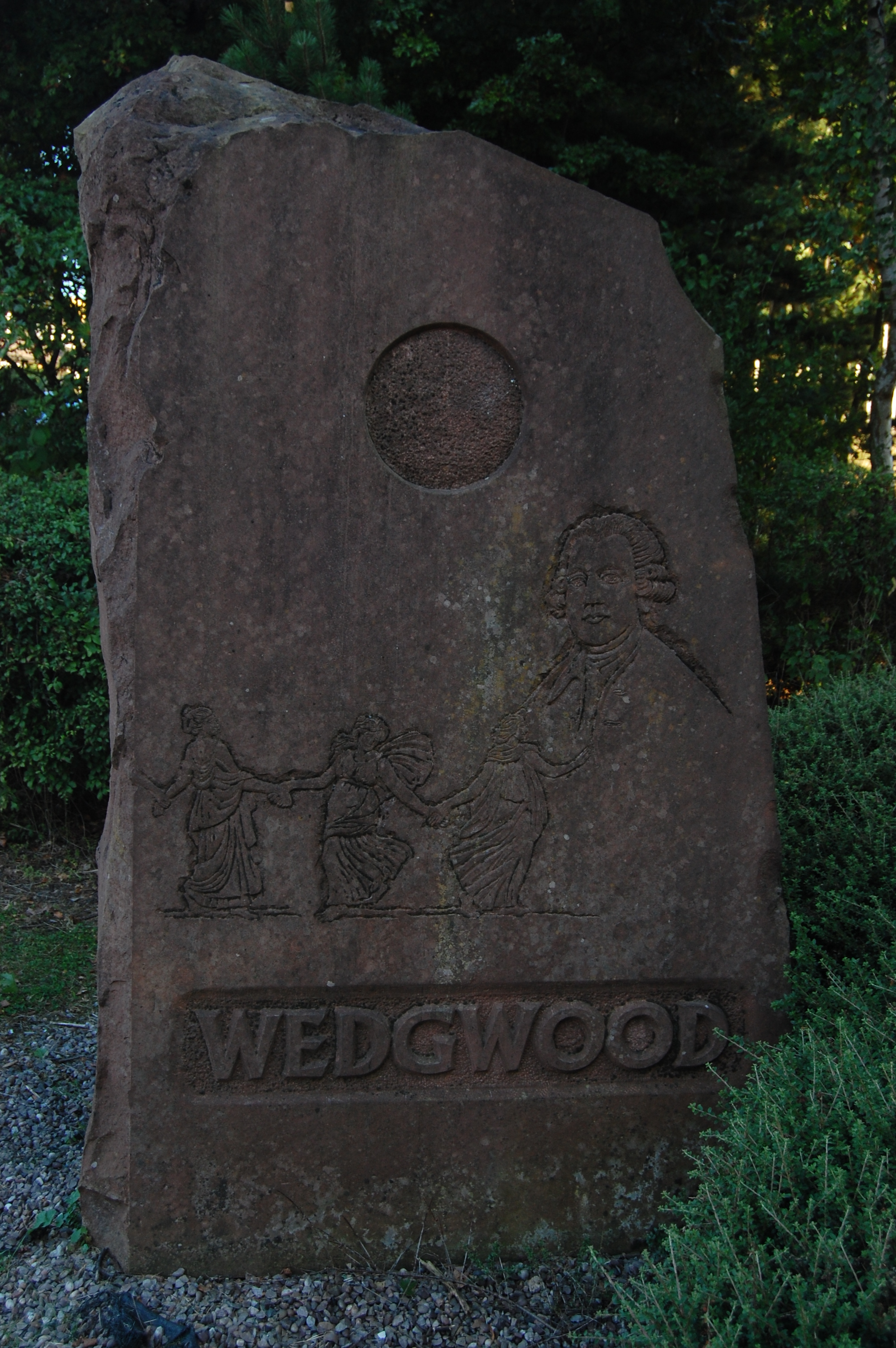
ウェッジウッド
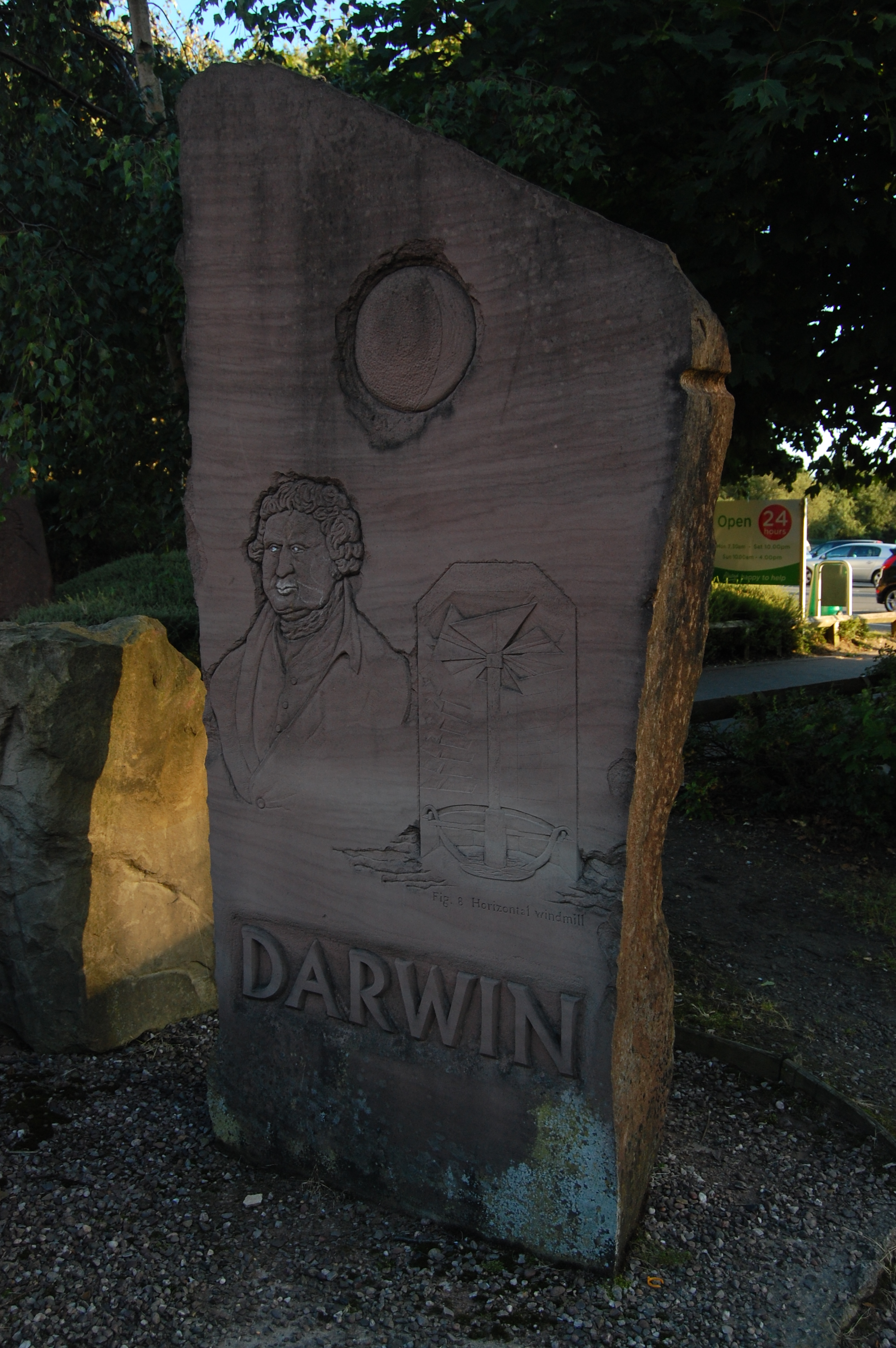
ダーウィン
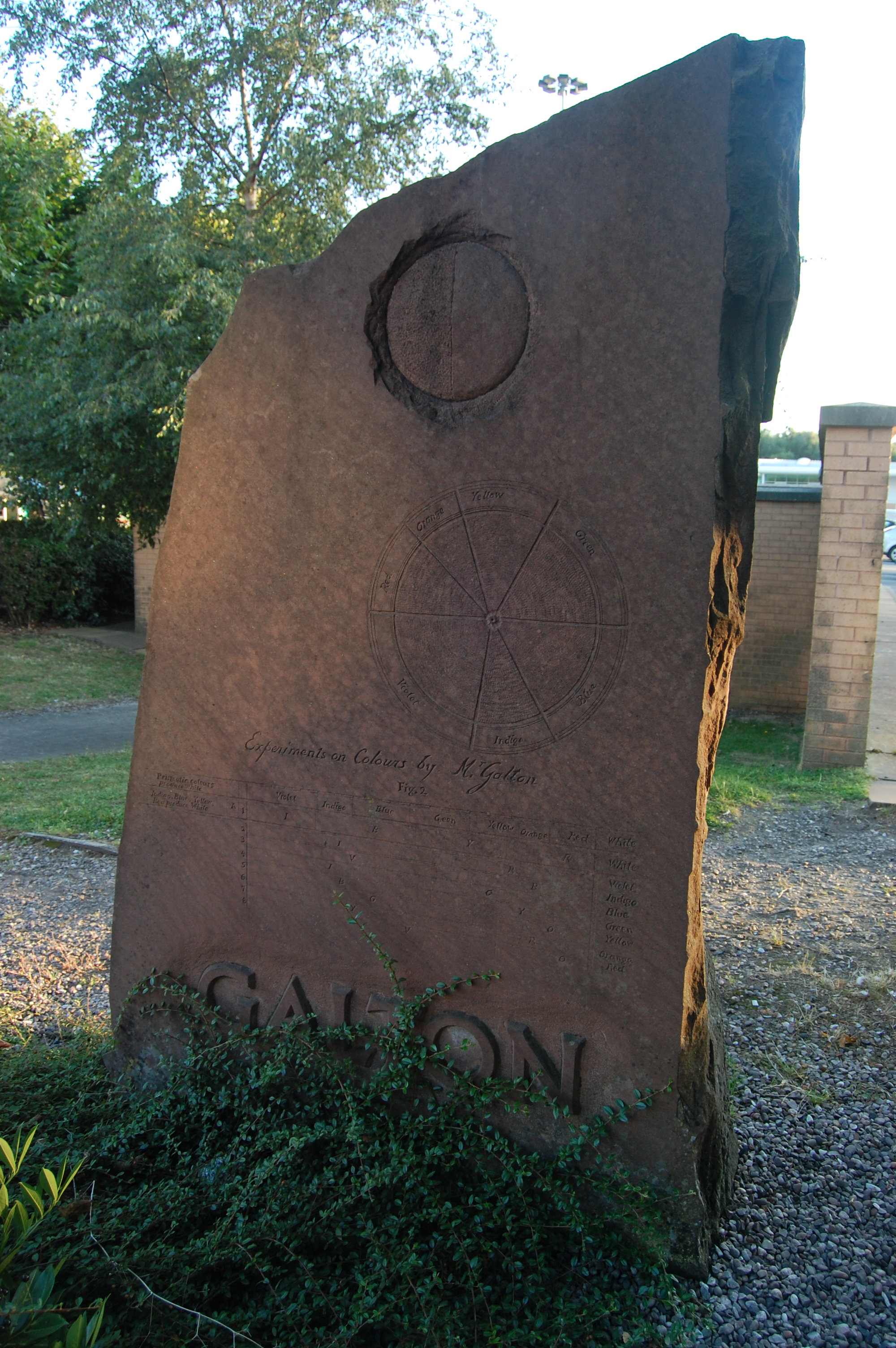
ガルトン
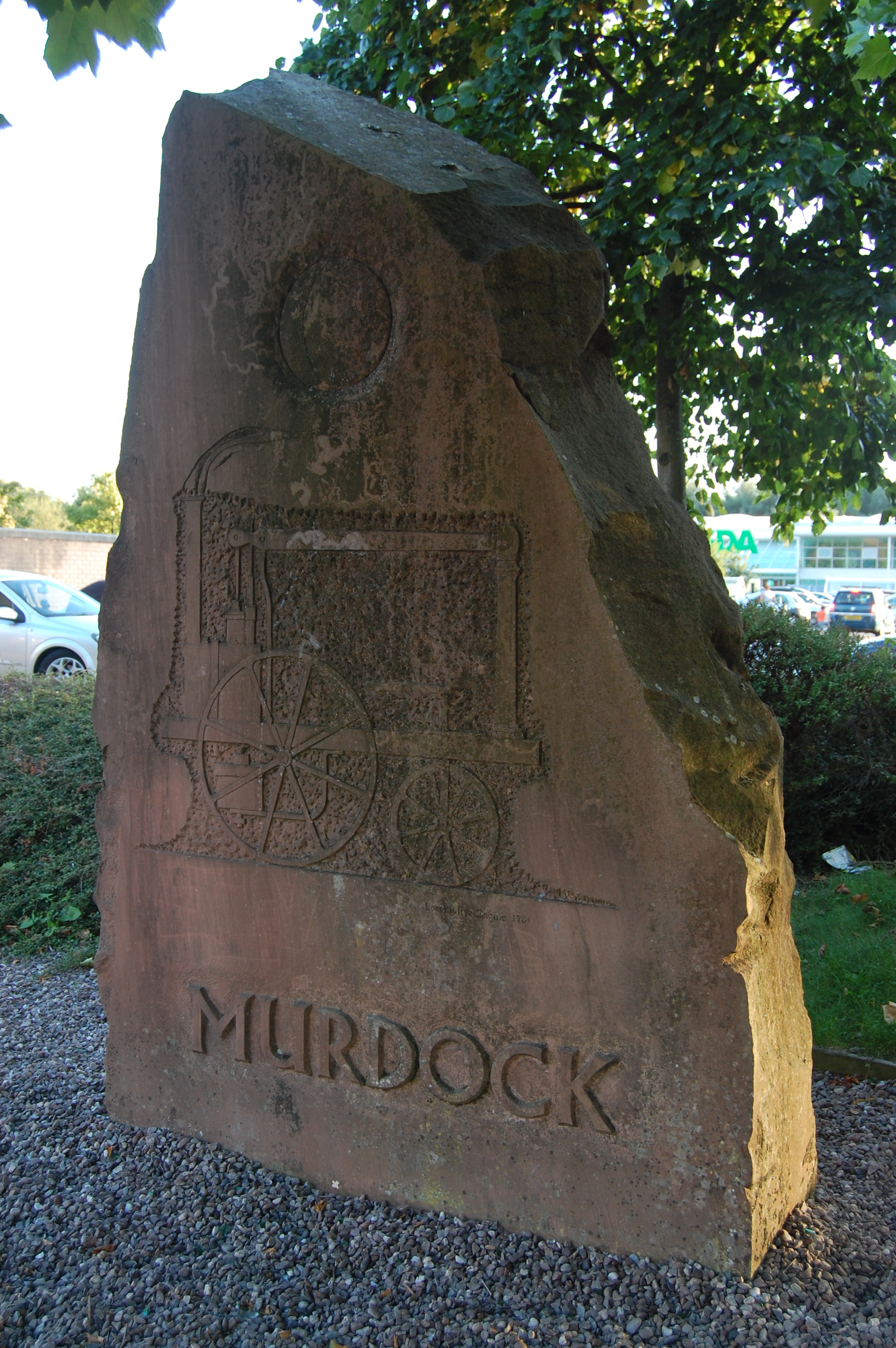
マードック
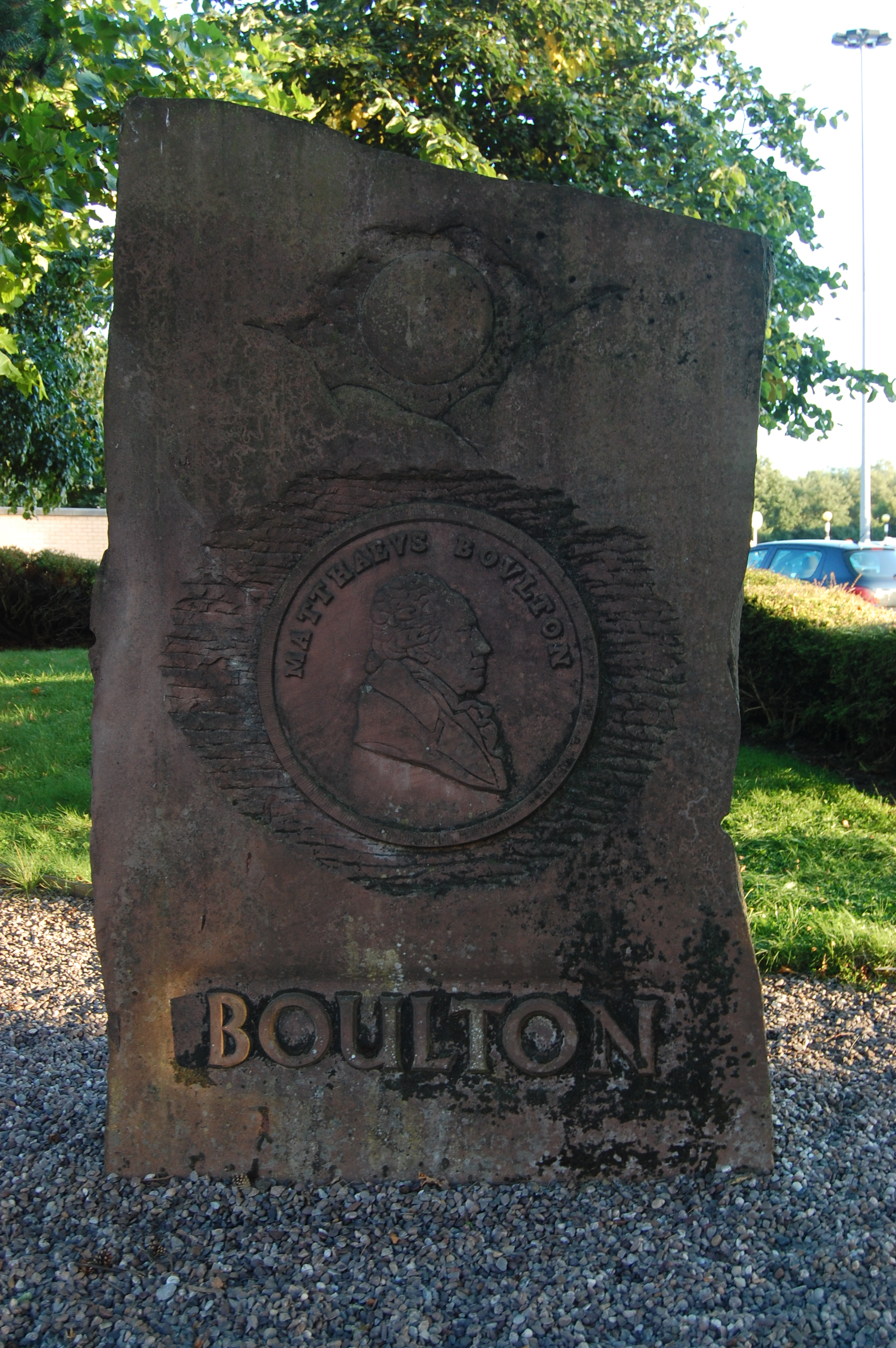
ボールトン
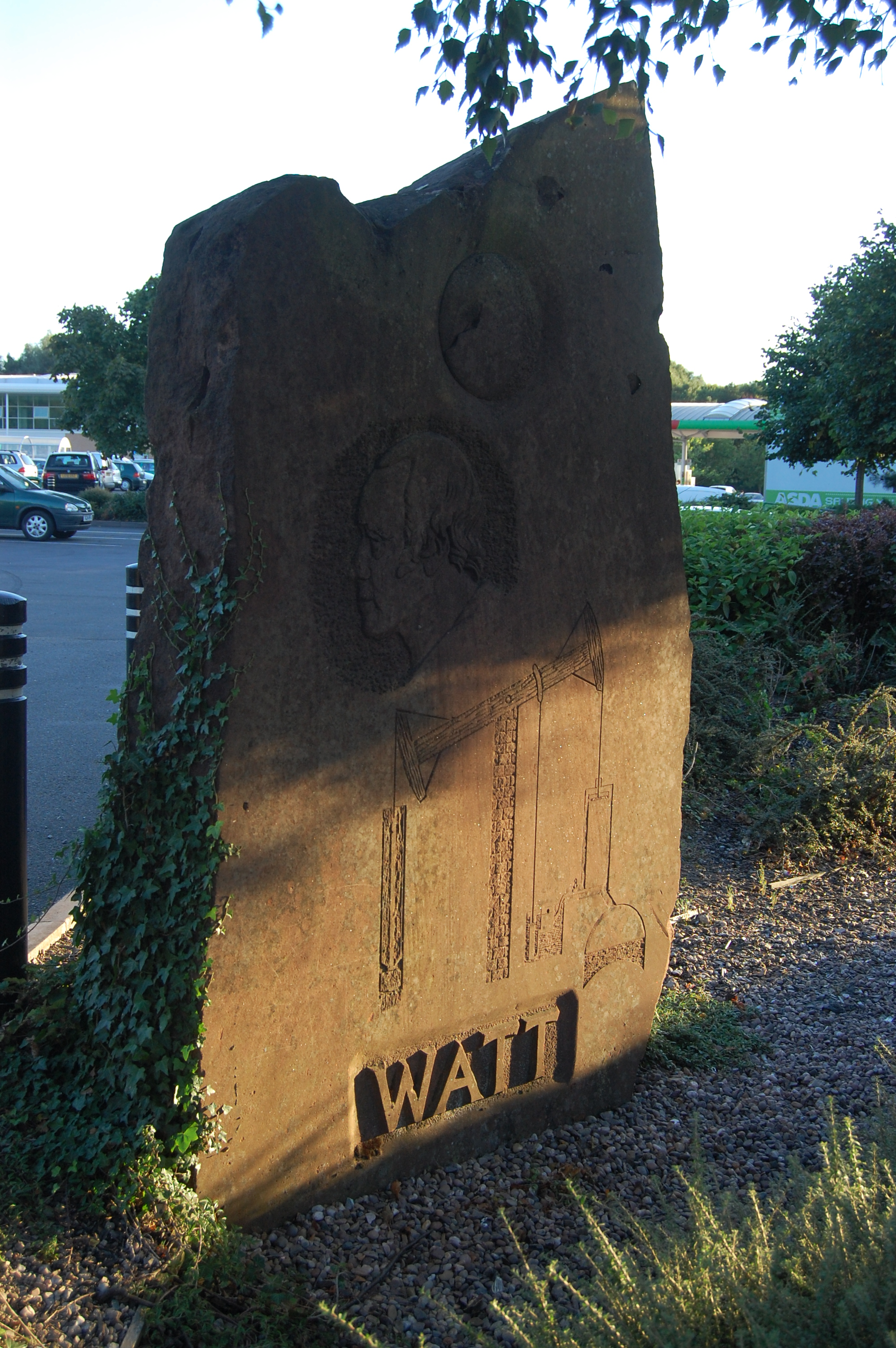
ワット
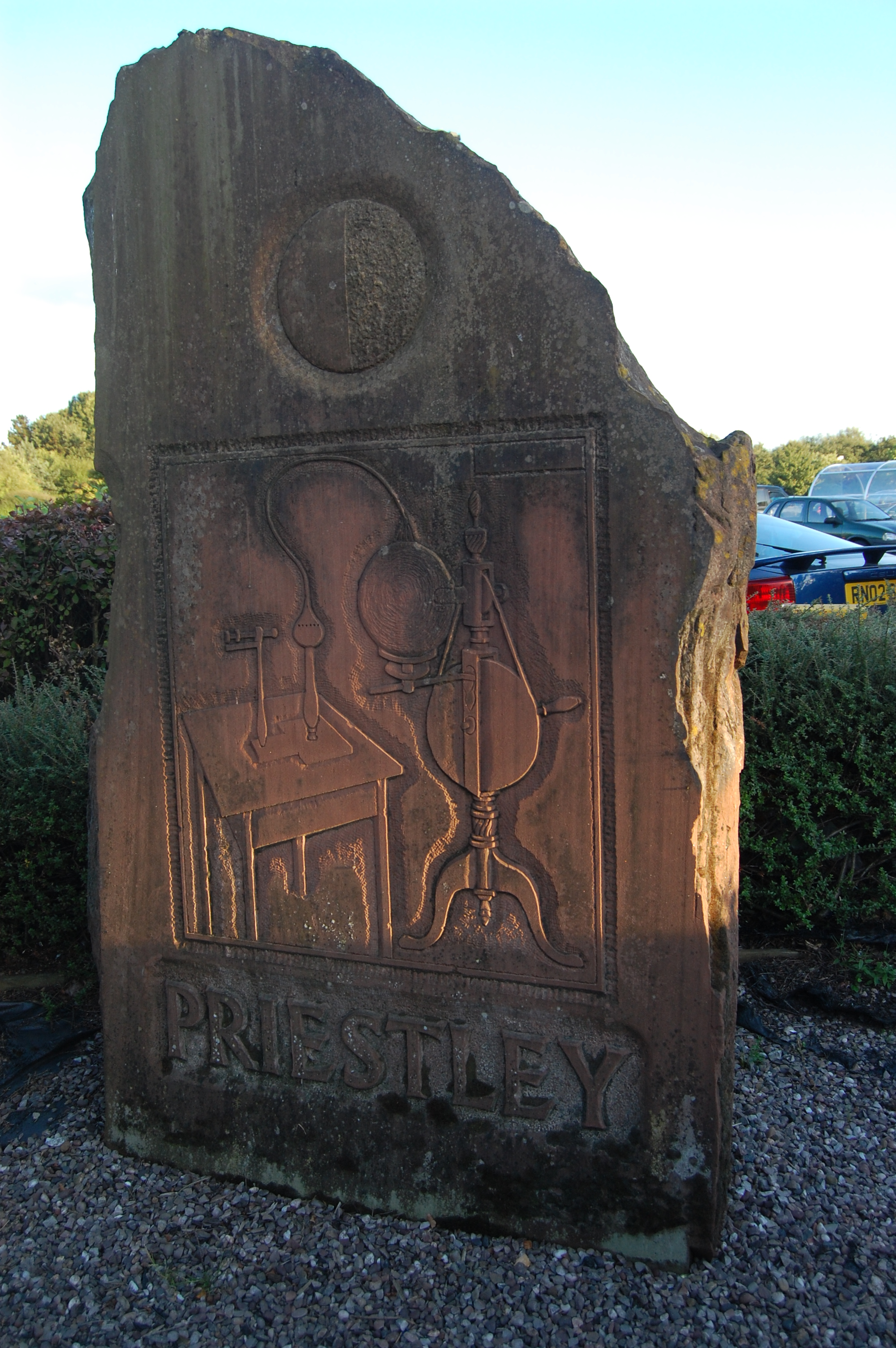
プリーストリー
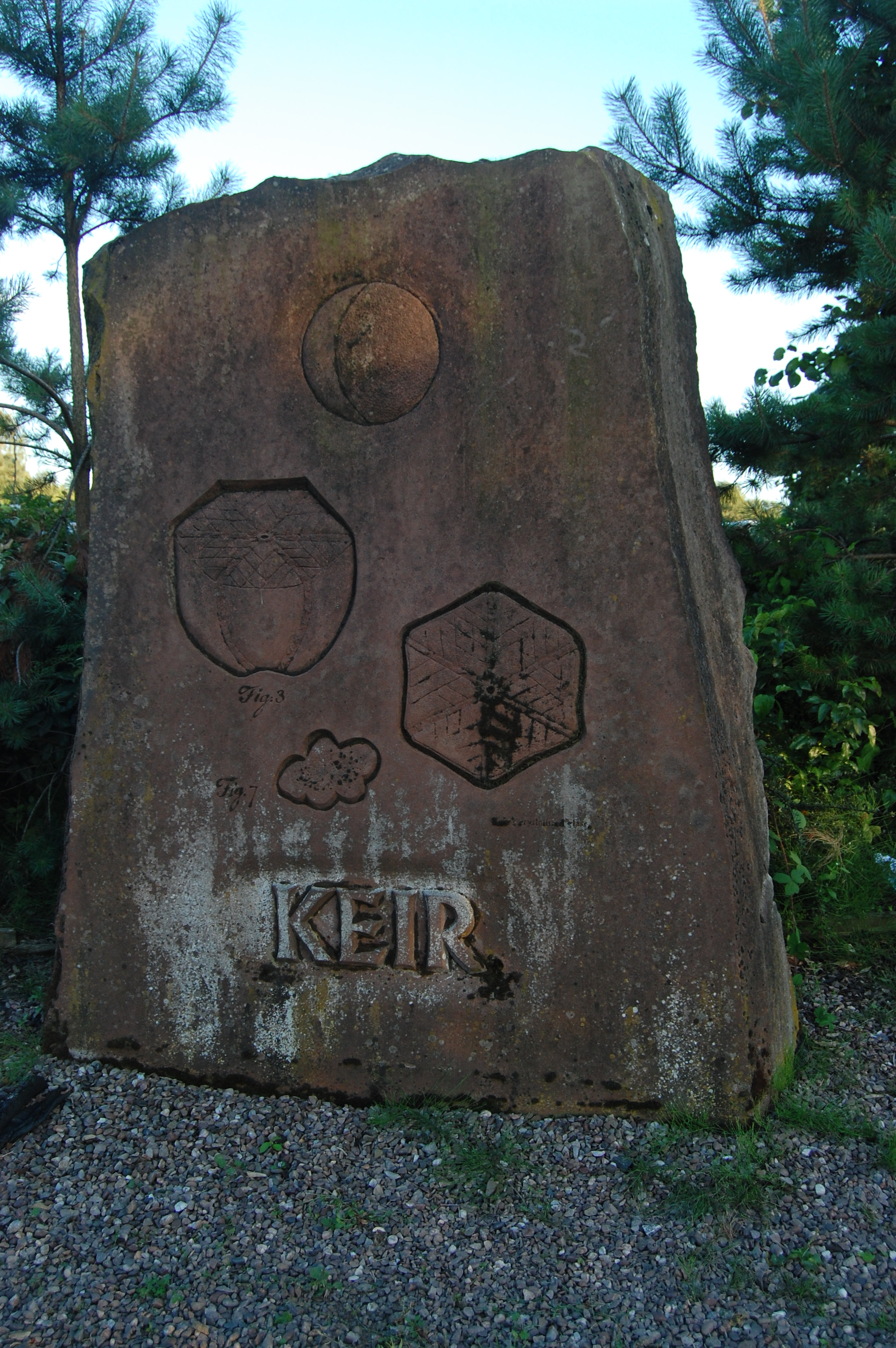
キア
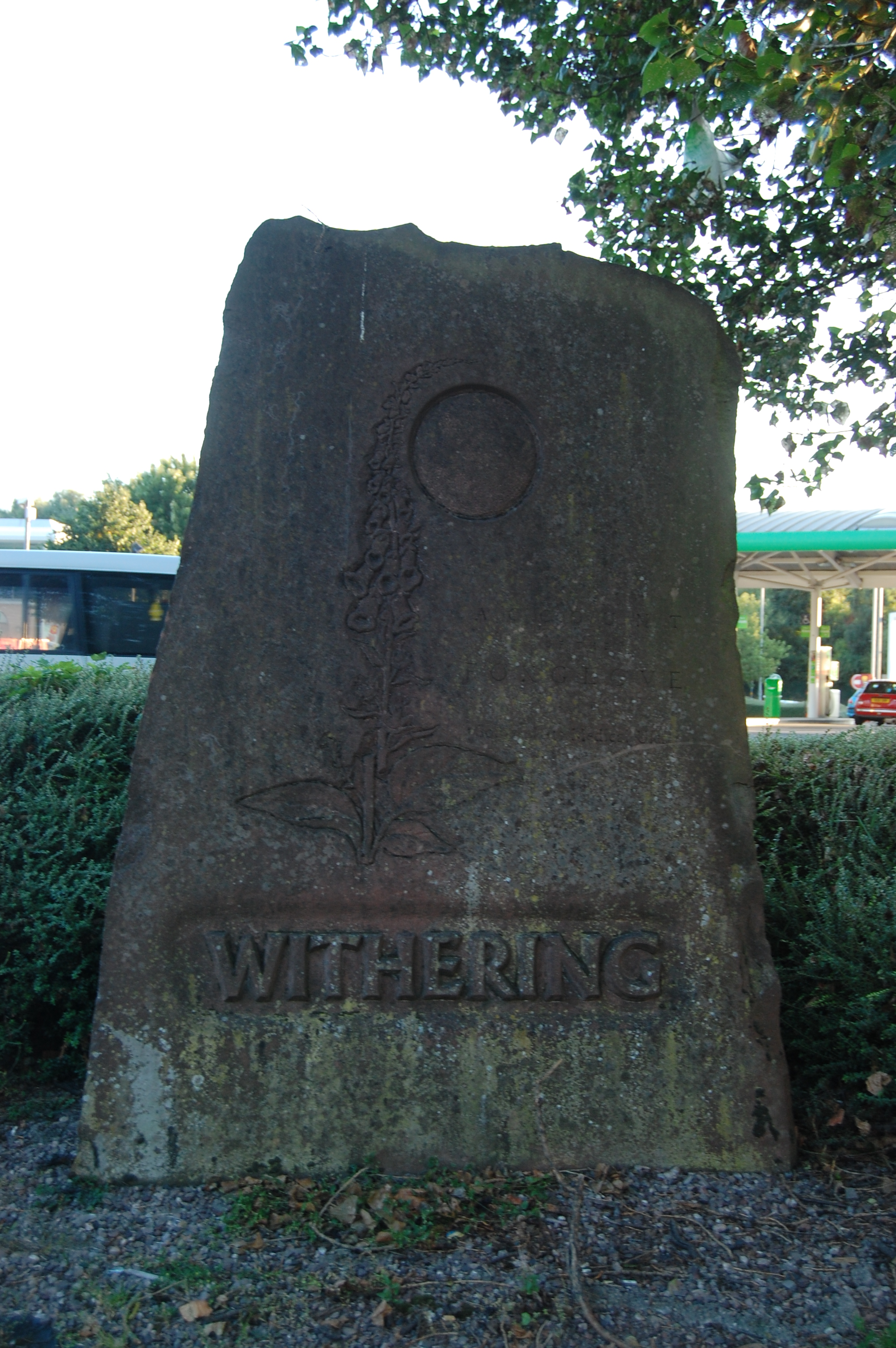
ウィザリング
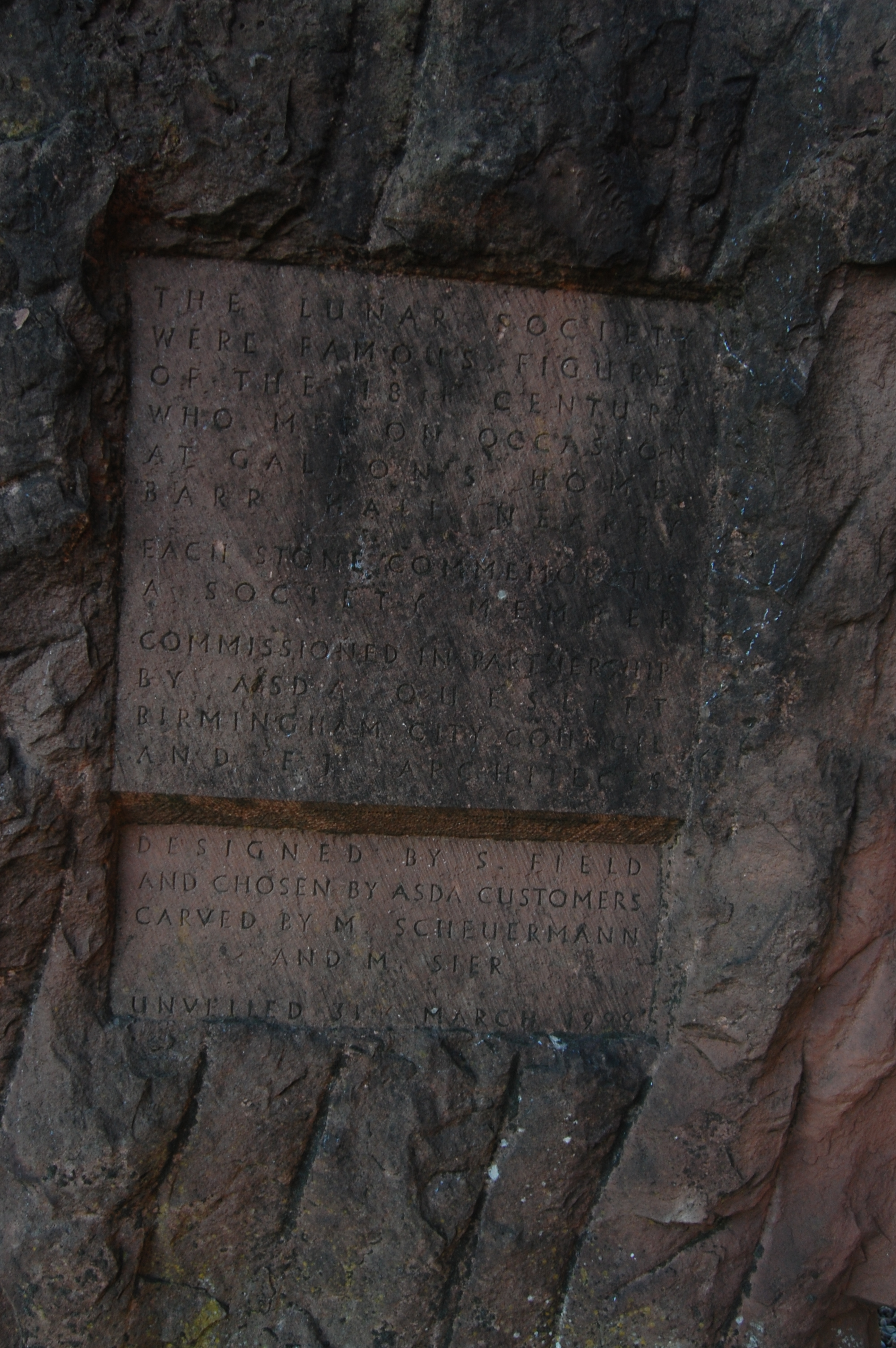
製作クレジット

## 現代のルナー・ソサエティ
1990年頃、バーミンガム及び広範な地域の発展に主体的に寄与する目的でRachel Waterhouseが中心になってバーミンガムで新しいルナー・ソサエティが作られた。
バーミンガム大学では現在、The Student Guildの下で非公式のディベート・サークル“University of Birmingham Lunar Society”が活動中で、全ての学生・教員に開かれており、時事問題、芸術、政治、哲学などの様々なトピックについてのディベートやシンポジウムの機会を提供している。
イギリス以外でも、イタリアでは科学と天文学の情報発信のためにThe Lunar Society Italiaが設立され、オーストラリアではデジタル時代の創造的思考や新しい知見を推進するためにデジタル企業家、ソフトウェア開発者、教育者、映画プロデューサー、広告制作者、投資家らがThe Lunaticks of Society of Newcastleを立ち上げた。

## 研究文献
- Jones, Peter M.（2009）, Industrial Enlightenment: Science, technology and culture in Birmingham and the West Midlands, 1760–1820, Manchester: Manchester University Press, ISBN 0-7190-7770-2
- King-Hele, Desmond（January 1998）, "The 1997 Wilkins Lecture: Erasmus Darwin, the Lunaticks and Evolution", Notes and Records of the Royal Society of London, 52（1）: 153–180, doi:10.1098/rsnr.1998.0042, ISSN 0035-9149, JSTOR 532084
- Musson, Albert Edward; Robinson, Eric（1969）, Science and Technology in the Industrial Revolution, Manchester: Manchester University Press, ISBN 0-7190-0370-9, retrieved 2009-01-26
- Porter, Roy（2000）, Enlightenment: Britain and the Creation of the Modern World, London: Penguin Books（published 2001）, ISBN 0-14-025028-X
- Robinson, Eric（1962-3）, "The Lunar Society: Its Membership and Organisation", Transactions of the Newcomen Society, 35: 153–177, doi:10.1179/tns.1962.009, ISSN 0372-0187
- Schofield, Robert E.（December 1957）, "The Industrial Orientation of Science in the Lunar Society of Birmingham", Isis, The University of Chicago Press on behalf of The History of Science Society, 48（4）: 408–415, doi:10.1086/348607, ISSN 0021-1753, JSTOR 227513
- Schofield, Robert E.（1963）, The Lunar Society of Birmingham : a social history of provincial science and industry in eighteenth-century England, Oxford: Clarendon Press
- Schofield, Robert E.（December 1966）, "The Lunar Society of Birmingham; A Bicentenary Appraisal", Notes and Records of the Royal Society of London, 21（2）: 144–161, doi:10.1098/rsnr.1966.0015, ISSN 0035-9149, JSTOR 531065
- Uglow, Jenny（2002）, The Lunar Men: Five Friends Whose Curiosity Changed the World, London: Faber & Faber, ISBN 0-374-19440-8
- Uglow, Jenny（October 2008）, "Lunar Society of Birmingham（act. c.1765–c.1800）", Oxford Dictionary of National Biography（Online ed.）, Oxford University Press, 2018年2月24日閲覧
- J.ブロノフスキー、B.マズリッシュ『ヨーロッパの知的伝統』（みすず書房） 1969年
- 外山滋比古『思考の整理学』（筑摩書房,ちくま文庫）1986年